# Аристотелова библиотека
Аристотелова библиотека је библиотека која је основана у другој половини IV века пре нове ере у Атини.

## Фонд библиотеке
Само језгро Аристотелове библиотеке чинила су његова дела, која су била садржана у 400 књига, односно 445.270 редова текста, од којих су школска предавања обухваћена у 106. књига. Списи самог филозофа били су разврстани у две групе, које је сам Аристотел означио као: „егзотеричке” и „езотеричке”.

### Егзотерички списи
Егзотерички списи били су списи намењени широј публици, тј.публици ван школе. То су биле белешке и критички изводи из научних списа писани као литерарна дела. У њима је било сабрано књижевно-историјско, природњачко и политичко-историјско и друго градиво. Овој групи су припадали Еудем, О Питагорејцима, Протрептикос и прве две књиге Реторике. 

### Езотерички списи
За разлику од егзотеричких списа, ови списи су били осмишљени и намењени првенствено студентима Лицеј, али и образованим слушаоцима Аристотелових послеподневних предавања. У ове списе су убрајани: логички списи, који су касније добили назив Органон, тј. Оруђе; природњачки (физички, астрономски, биолошки, метеоролошки, психолошки, зоолошки) и математички списи; етички, политички и економски списи; те списи из области естетике и метафизике.

## Судбина библиотеке
Након смрти Александра Великог 323. године п. н. е., којем је Аристотел у исто време био и учитељ, сам Аристотел напушта Атину. Након Аристотетоловог одласка бригу о библиотеци и Лицеуму преузима Теофраст. Аристотелова колекција књига која је остала после Аристотела, за време Теофрастовог управљања проширила се и Теофрастовим делима. Те је достигла број од 232.808. редова текста. За разлику од Аристотела, Теофраст оставља тестамент у којем наводи да књиге завештава Нелеју.
Нелеј пореклом из Скепсиде, постаје власник Теофрастове и Аристотелове библиотеке. Међутим, негде око 307. г.п. н. е. пада у немилост власти, те одлучује да се врати у домовину. Са собом носи и своје наследство, библиотеку, која у томе тренутку престаје да буде заједничко добро и постаје приватна својина. Сматра се да је Нелеј током владавине Птолемеја II Филаделфа (309-246. г.п. н. е.) продао или поклонио део Аристотелових оригиналних списа Александријској библиотеци, а други део преписао својим рођацима. Они су ове књиге чували и на њих гледали као на део породичног наслеђа.
У 1. веку п. н. е., на интелектуалну сцену ступа Апеликон из Теоса, познат по свом колекционарству и љубави према књизи. Када Апеликон сазна да Нелејеви наследници продају Аристотелове рукописе, откупљује их и враћа у Атину.
Корнелије Сула 86. године заузима Атину, убија Апеликона а Апеликовнову библиотеку, тј. остатке Аристотелових рукописа преноси у Рим.